# 望月市恵
望月 市恵（もちづき いちえ、男性、1901年1月25日 - 1991年9月8日）は、ドイツ文学者、信州大学名誉教授。 
長野県南安曇郡東穂高村（現・安曇野市）出身。旧制松本中学、松本高等学校文科乙類を経て、1925年東京帝国大学文学部独文科卒。立教大学予科教授、静岡高等学校教授、第一高等学校教授、松本高等学校教授ののち、1949年、信州大学教授、退官して名誉教授。
多くのドイツ文学を翻訳。特にトーマス・マンの翻訳で知られる。北杜夫の『どくとるマンボウ青春記』に旧制松本高校教授時代の姿が描かれている。

## 著書
- 『独逸簡易文法』大学書林, 1938
- 『糸魚川街道』『糸魚川街道』刊行会, 1984

### 翻訳
- トーマス・マン『魔の山』関泰祐共訳、岩波文庫（全6冊）, 1939-41、改版（全4冊）, 1962、再改版（上下）, 1988
- シュトルム『人形つかいのポーレ』中央公論社, 1948
- 『ゲーテ全集 第9卷 親和力』育生社, 1948、「全集7」人文書院, 1960
- リルケ『マルテの手記』岩波文庫, 1953、改版1973ほか
- グリンメルスハウゼン『阿呆物語』全3冊 岩波文庫 1953-54
- 『ザルテン動物文学全集 3 小ねこジビー』白水社, 1960
- シュティフター『水晶・みかげ石・喬木林』白水社, 1965
- トーマス・マン『ブッデンブローク家の人びと』全3冊 岩波文庫, 1969
- トーマス・マン『ワイマルのロッテ』全2冊 岩波文庫, 1971
- トーマス・マン『ヨセフとその兄弟』全3冊、小塩節共訳 筑摩書房, 1985-88